# Nippoptilia
Nippoptilia is een geslacht van vlinders van de familie vedermotten (Pterophoridae).

## Soorten
- N. issikii Yano, 1961
- N. minor Hori, 1933
- N. spinosa Yano, 1965
- N. vitis Sasaki, 1913